# Psalm 80
Der 80. Psalm ist ein biblischer Psalm aus dem dritten Buch des Psalters. Durch den ersten Vers wird seine Urheberschaft dem Leviten Asaf zugeschrieben.

## Inhalt
Der Psalmist betet für die Stämme Ephraim, Benjamin und Manasse. Diese Stämme lebten in Mittelpalästina. Der Psalm ist entweder dort entstanden oder wurde in Jerusalem als Bittgebet für Brüder im Norden geschrieben.
Er bittet Gott, der als Hirte Israels angesprochen wird, dass er sich zeigt und das zerstörte Israel wieder herstellt.
In den Versen 4, 8 und 20 wiederholt sich jeweils nur leicht verändert ein Kehrvers:

„HERR, Gott Zebaoth, tröste uns wieder; lass leuchten dein Antlitz, so genesen wir.“

## Erläuterungen
Der Hinweis im 1. Vers, vorzusingen, nach der Weise „Lilien des Zeugnisses“, ist nicht eindeutig zu deuten. Lilien verweist wohl auf ein Musikinstrument oder eine Vortragsweise. Die Worte „der du thronst über den Cherubim“ in Vers 2 verweist auf die Bundeslade, die als Thron Gottes gedacht wird. Der Ausdruck „trösten“ im Kehrvers meint in der Bibel in der Regel ein direktes Eingreifen Gottes, durch das die Situation zum Besseren gewendet wird. Eine alternative Übersetzung könnte daher „richte uns wieder auf“ oder „stelle uns wieder her“ (wie die Einheitsübersetzung übersetzt) sein. Der Weinstock ist ein in der Bibel öfter anzutreffendes Bild für das Volk Israel (vergleiche z. B. Jesaja 5,1–7  oder Jeremia 2,21 ).
Nach der griechischen Zählung der Septuaginta, die auch von der lateinischen Vulgata verwendet wird, trägt der Psalm die Nummer 79.

## Rezeption
Ein Zitat aus dem Psalm wurde bereits im 4. Jh. durch Ambrosius von Mailand als erste Strophe seines Hymnus Intende qui regis Israel vertont. In späteren Fassungen dieses Hymnus entfiel die erste Strophe jedoch, so dass der Hymnus in der Fassung, die Luther in Nun komm, der Heiden Heiland (1524) verdeutscht hat, dieses Psalmzitat nicht mehr enthält.
Den zweiten Vers vertont Johann Sebastian Bach im Eingangschor seiner Kantate Du Hirte Israel, höre BWV 104.
In Mendelssohns Vespergesang (1833) erklingt im Abschnitt III. Qui regis Israel – Con moto.